# Занутрино
Занутрино — деревня в Гусь-Хрустальном районе Владимирской области России, входит в состав Демидовского сельского поселения.

## География
Деревня расположена в 9 км на север от центра поселения деревни Демидово и в 30 км на юго-запад от Гусь-Хрустального.

## История
В XIX — начале XX века деревня входила в состав Демидовской волости Касимовского уезда Рязанской губернии, с 1926 года — в составе Палищенской волости Гусевского уезда Владимирской губернии. В 1859 году в селе числилось 15 дворов, в 1905 году — 34 двора, в 1926 году — 34 двора.
С 1929 года деревня входила в состав Часлицкого сельсовета Гусь-Хрустального района, с 1935 года — в составе Перовского сельсовета Курловского района, с 1954 года — в составе Палищенского сельсовета, с 1963 года — в составе Гусь-Хрустального района, с 1973 года — в составе Демидовского сельсовета, с 2005 года — в составе Демидовского сельского поселения.
До отмены крепостного права деревня принадлежала помещику М. Самаржи. Он же был владельцем деревень Спудни и Головари. После отмены крепостного права община распоряжалась наделом общественной земли в 246 десятин. На одного надельного работника в 1886 году приходилось 7,7 десятины. Община в совокупности имела 24 лошади, 31 корову, 16 телят, 12 свиней и 53 овцы. В деревне располагалось 30 крестьянских домов, 22 амбара и сарая, 17 риг и овинов, 1 хлебный магазин, 1 пожарный сарай; 3 пруда и 15 колодцев. Местные промыслы были не развиты (1 печник, 1 красильщик, 1 половой (видимо при винной лавке), женщины пряли лён. Отхожими промыслами были заняты 29 человек (26 плотников, 1 фабричный рабочий, 2 женщины — сезонный работницы в городах).
В 1886 году мальчики учились в церковно-приходской школе села Палищ. В 1906 году появилась своя церковно-приходская школа, но старшие классы оставались в Палищах. Позже школа в Палищах была ликвидирована и дети учились в Часлицах.
Родовыми фамилиями в деревне считаются Голибины, Гусевы, Зверевы, Наумовы. Из родов Голибиных и Гусевых выходили потомственные церковные старосты.
В статистических отчетах Владимирской губернии с 1890 года упоминается расположенный в деревне кирпичный завод. Он работал с 1 мая по 1 августа и производил до 10 000 кирпичей в год. Приносил около 75 рублей прибыли. В отчетах 1905 года его уже нет.

## Население
| 1859 | 1905 | 1926 | 2002 | 2010 | 2021 |
| ---- | ---- | ---- | ---- | ---- | ---- |
| 123  | ↗222 | ↘187 | ↘1   | ↘0   | ↗4   |